# Mark McDunn
Mark R. McDunn (Johnstown, 15 september 1921 – Naperville, 20 februari 2002) was een Amerikaans componist, muziekpedagoog, dirigent en trombonist.

## Levensloop
McDunn vertrok in jonge jaren met zijn ouders naar Chicago. Op de Maywood's Proviso High School kwam hij voor het eerst in contact met muziek en werkte mee in het schoolharmonieorkest. Tijdens de Tweede Wereldoorlog diende hij in het Amerikaanse leger als trombonist bij een militair muziekkorps.  Na de oorlog werd hij 15 jaar trombonist in het CBS Television orchestra. In 1954 werd hij docent en instructeur voor trombone aan de School of Music van de DePaul-universiteit in Chicago. Aan de DePaul-universiteit richtte hij het DePaul's Vincentian Trombone Choir op en was vele jaren dirigent van dit ensemble. Naast zijn werkzaamheden aan dit instituut organiseerde hij ook cursussen en workshops aan andere scholen en universiteiten. In 1991 ging hij met pensioen, maar gaf nog jaren privéles voor trombone. 
Als trombonist speelde hij ook in het orkest van Billy Vaughn.
McDunn componeerde naast vele methodes voor koperinstrumenten ook werk voor zijn instrument, de trombone, en werken voor harmonieorkest. 

## Composities

### Werken voor harmonieorkest
- Comedy for Trombones, voor trombones en harmonieorkest
- Listen to the Rain, voor harmonieorkest
- Panedo, voor harmonieorkest
- Pick Me Up, voor harmonieorkest
- Shell Lake Blues, voor harmonieorkest
- Sleep Your Blues Away, voor harmonieorkest
- Swing Low, voor trombone solo en harmonieorkest

### Kamermuziek
- Sketch, voor koperkwintet (samen met: Paul Serverson)[2]

### Pedagogische werken
- Trombone Méthode, 3 volumes

## Discografie
- Mark McDunn - Trombone Concepts - Coe College Band, Conductor: Thomas C. Slattery, Golden Crest Records No. 4091

## Publicaties
- samen met Clifford P. Barnes: Trombone Artistry - Studies and exercises, Kenosha, Wisconsin, Leblanc Publications, 1965. 48 p.
- samen met Paul Serverson: Brass Wind Artistry - Master your Mind, master your Instrument, Athens, Ohio, Accura Music, Inc., 1983.
- A Slide Trombone for short Arms,  in: Music Journal., Vol. 24, No. 3 (1966), p. 81